# مايلز س. فوكس
مايلز س. فوكس (بالإنجليزية: Myles C. Fox)‏ هو ضابط أمريكي، ولد في 13 أكتوبر 1918 في نيويورك في الولايات المتحدة، وتوفي في 4 يونيو 1942 في تولاغي في جزر سليمان.